# Taoufik Ben Brik
Taoufik Ben Brik oder Taoufik Ben Brick (arabisch توفيق بن بريك, DMG Taufīq b. Barīk, * 9. November 1960 in Jérissa, Tunesien) ist ein tunesischer Journalist und Schriftsteller. Unter dem bis Anfang 2011 in Tunesien autoritär regierenden Präsidenten Zine el-Abidine Ben Ali war er einer der kritischsten Journalisten des Landes, der ständiger Verfolgung ausgesetzt war und mehrmals angegriffen und inhaftiert wurde. Im Jahr 2000 machte er mit einem international bekannt gewordenen Hungerstreik auf die Einschränkungen der Presse- und Meinungsfreiheit in Tunesien aufmerksam.

## Leben

### Tätigkeit unter Ben Ali und Repression
Ben Brik war bis 1990 als Journalist für die staatliche tunesische Tageszeitung As-Sahafa tätig, bevor er dort entlassen wurde. Nachdem Zine el-Abidine Ben Ali 1987 das Amt des tunesischen Präsidenten übernommen hatte, nahm die Zensur in Tunesien und die Repression gegen kritische Berichterstattung stark zu. So erhielt Ben Brik ab 1991 ein Publikationsverbot in Tunesien und betätigte sich in der Folgezeit als freier Journalist für europäische französischsprachige Medien und Nachrichtenagenturen. Seine Berichterstattung zeichnete sich durch kritische Beiträge aus und griff vor allem die politischen Zustände und die Menschenrechtssituation in Tunesien an.
Durch zahlreiche Maßnahmen versuchte die tunesische Regierung, das Erscheinen kritischer Beiträge Ben Briks zu unterbinden. In den Jahren nach seinem Publikationsverbot wurde der physische und psychische Druck auf ihn und zunehmend auch seine Familie erhöht, trotzdem erschienen immer wieder Artikel des Journalisten in europäischen Medien. Zunächst wurde er regelmäßig ins Innenministerium vorgeladen, bedrängt und ermahnt, kritische Berichte zukünftig zu unterlassen. Nach eigenen Angaben wurde ihm nach einem Artikel über den Jagdbesuch saudischer Prinzen 1993 verboten, über Tiere zu schreiben, wenige Monate später folgte ein Artikel über Bestechungen im Marktwesen und ein Verbot, über Gemüse zu schreiben. Im Jahr 1998 begannen die tunesischen Behörden, systematisch Ausgaben ausländischer Zeitungen zu zensieren, in denen Artikel Ben Briks erschienen. Mit dieser Maßnahme sollte er zu einer ökonomischen Last für die Verleger werden, womit Aufträge für ihn unattraktiv werden sollten.
Nachdem Taoufik Ben Brik auch weiterhin kritisch berichtete, nahmen direkte Eingriffe in sein Lebensumfeld zu. Mehrmals wurde er an der Ausreise aus Tunesien gehindert, auch durch Nichtverlängerung seines Reisepasses. Zudem wurden zeitweise die Telefonleitungen seines Hauses gekappt oder Postdokumente abgefangen. Ab 1999 kam es vermehrt zu Angriffen auf ihn und andere Familienmitglieder durch Polizeikräfte in Zivil und Uniform. Nachdem sich die Situation in der Folge erheblich zugespitzt hatte, entschloss er sich am 3. April 2000 zu einem Hungerstreik.

### Hungerstreik im Jahr 2000
Neben dem stark zugenommenen Druck durch ständige Verfolgung und Übergriffe wollte Ben Brik auf den erneuten Einzug seines Reisepasses und die allgemeine Situation in Tunesien aufmerksam machen. Zudem drohte ihm eine langjährige Haftstrafe wegen „Diffamierung von Staatsorganen“. Der Hungerstreik fand in den Räumen des Verlagshauses Aloès in Tunis statt, das erst ein Jahr zuvor von tunesischen und europäischen Intellektuellen, darunter Sihem Bensedrine, gegründet worden war.
Eine breitere öffentliche Wahrnehmung der Aktion fand zunächst nicht statt, der Kreis der Unterstützenden war klein und ebenfalls von Repression bedroht. Ben Brik nahm schnell stark ab und wurde drei Wochen später erstmals in ein Krankenhaus eingeliefert. Die Verlagsräume, in denen die Aktion zuvor stattfand, wurden wegen „Störung der öffentlichen Ordnung“ von den Behörden geschlossen und versiegelt und die Arbeit des Verlages verhindert. Erst jetzt wurde der Hungerstreik in europäischen Medien thematisiert und zog Solidaritätserklärungen und -aktionen nach sich. Ausländische Journalisten wurden daran gehindert, Ben Brik zu besuchen. Tunesische Medien berichteten weiterhin nicht von dem Ereignis. Erst Fernsehberichte ausländischer Sender und das massenhafte Spiegeln solidarischer Internetseiten und die Überforderung der Internetzensur führte zu einer Wahrnehmung auch in Tunesien. Anlässlich des weltweiten Tages der Pressefreiheit sah sich Präsident Ben Ali gezwungen, die „Affäre Ben Brik“ zu erwähnen und herunterzuspielen.
Die Regierung musste einknicken und hob das Ausreiseverbot am 2. Mai auf. Ben Brik erhielt seinen Reisepass zurück, setzte seinen Hungerstreik jedoch fort, um die Freilassung seines inzwischen festgenommenen Bruders zu erwirken. Am 4. Mai reiste er nach Paris aus, um seinen Hungerstreik dort ohne Repressionen fortzusetzen. Erst am 15. Mai beendete er die Aktion, nachdem sein Bruder freigelassen wurde.
Wenige Monate später kehrte Taoufik Ben Brik nach Tunesien zurück. Dem Hungerstreik Ben Briks folgten in den folgenden Jahren zahlreiche weitere Aktionen dieser Art anderer Journalisten und Personen in Tunesien.

### Weitere Tätigkeiten
Nach seiner Rückkehr arbeitete Ben Brik weiter als freier Journalist europäischer Medien und veröffentlichte mehrere Bücher. Weiterhin war er starken Repressionen ausgesetzt. Nach kritischen Berichten wurde er unter Hausarrest gestellt. Im Jahr 2009 wurde er nach einem Autounfall festgenommen und für sechs Monate inhaftiert. Ihm wurde vorgeworfen, bei dem Vorfall eine Frau angegriffen zu haben. Menschenrechtsorganisationen wie Reporter ohne Grenzen warfen der tunesischen Regierung vor, den Fall inszeniert und aufgebauscht zu haben. Die Inhaftierung erfolgte wenige Tage nach den Präsidentschaftswahlen, die Ben Brik mit kritischen Artikeln begleitet hatte.
Im Januar 2011 floh Präsident Ben Ali nach der Tunesischen Revolution aus dem Land. Nach den Umwälzungen kündigte Taoufik Ben Brik an, bei der zunächst für Mitte 2011 angekündigten Präsidentschaftswahl kandidieren zu wollen. Die Wahl wurde jedoch auf Ende 2014 verschoben. Er kritisierte die Übergangsregierung und die gemäßigt islamistische Partei Ennahda, die bei der Wahl zur Verfassunggebenden Versammlung im Oktober 2011 die meisten Stimmen erhielt.